# L'amore si fa così
L'amore si fa così è un film del 1939 diretto da Carlo Ludovico Bragaglia.

## Trama
Francia. La modellista Margherita è fidanzata con Max Dupont, un giovane disegnatore, considerato poco serio da Margherita e malvisto dal proprietario della sartoria per cui lavora, il signor Merchant. Venendo a sapere da Margherita che la sartoria sta cercando un nuovo direttore generale, Dupont va a colloquio dal signor Merchant e sua moglie per ottenere il posto, ma essendo il suo aspetto giudicato "poco commerciale" dalla coppia, pensa di ripresentarsi una seconda volta, ma, ispirandosi a un giovanotto visto al bar, si traveste con occhiali e una barba posticcia e assume il nome fittizio di Narciso Mimosa. Una volta ottenuto l'impiego, egli aiuta la propria fidanzata a far carriera e migliora gli affari della casa. Frattanto però il signor Merchant è preso di mira dalla sua amante, un'avventuriera in combutta con una banda di malfattori che cercano di truffarlo. Dupont allora, falsificando la firma di Merchant su di un assegno, salva la ditta e mette in fuga i truffatori. Ritenendo ormai superfluo continuare a camuffarsi, rivela la sua vera identità a Margherita e ai coniugi Merchant, i quali lo accettano come socio della ditta e gli danno il permesso di sposare la ragazza.

## Critica
(Giuseppe Isani in Cinema del 30 novembre 1939)